# Péché dans le christianisme

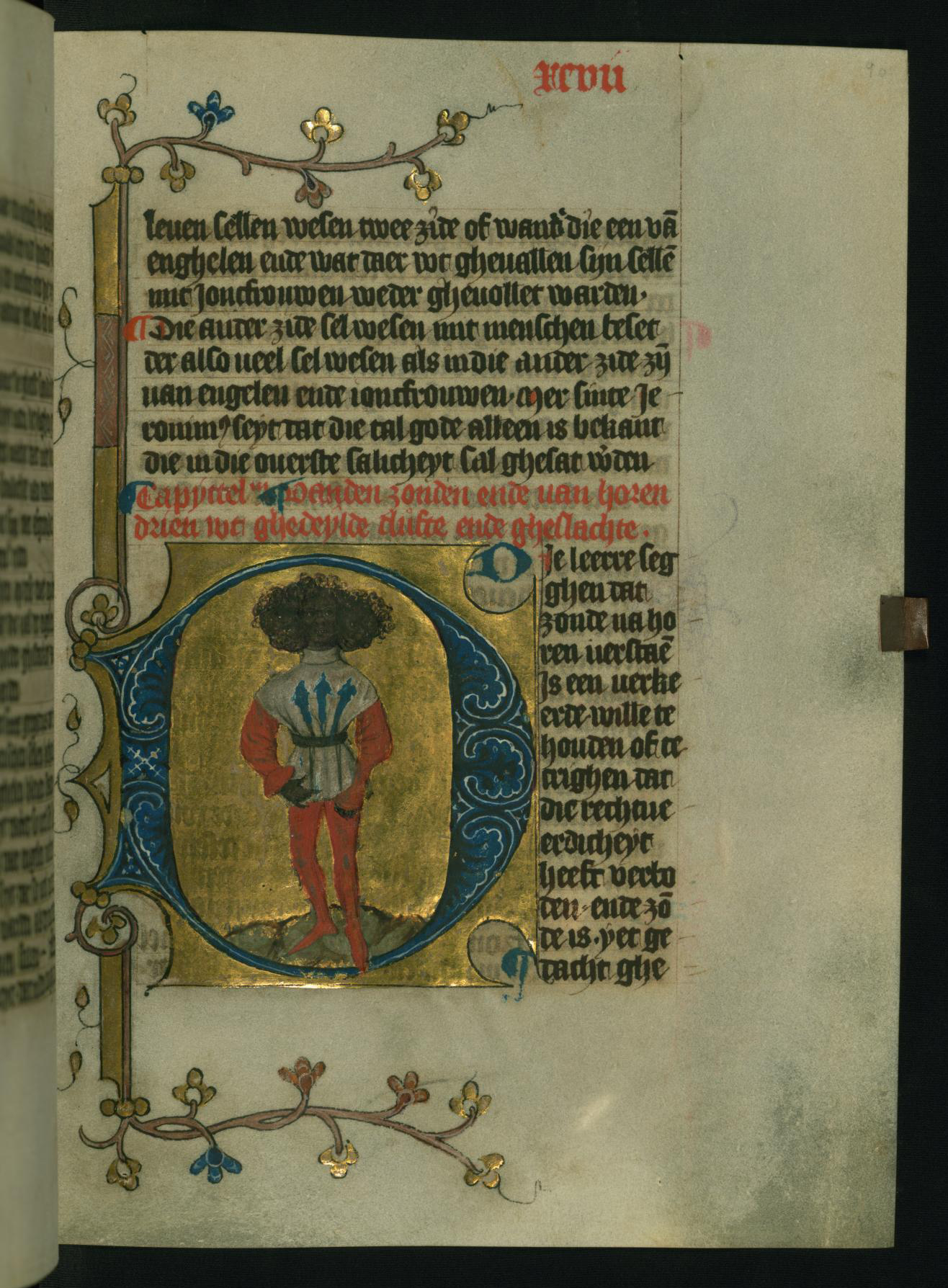
Allégorie du péché par Dirc van Delf, v. 1400.

Le péché dans le christianisme est une transgression de la Loi divine. La doctrine du péché est centrale dans la foi chrétienne, dont le message fondamental concerne la rédemption par le Christ.
L'hamartiologie, branche de la théologie chrétienne, décrit le péché comme un acte d'offense à l'égard de Dieu et une infraction aux préceptes de la Bible. Elle est étroitement liée aux concepts de droit naturel, de théologie morale et d'éthique.
Parmi certains chercheurs, le péché a tendance à être considéré en termes juridiques. D'autres y voient principalement un manquement relationnel - une perte d'amour pour Dieu et une élévation de l'amour de soi (la concupiscence, en ce sens), comme l'a défini Augustin d'Hippone dans son débat avec les pélagiens. De cette définition découle la conception chrétienne de la grâce et du salut.

### Ouvrages généraux
- Gary A. Anderson, Sin. A History, New Haven, Yale University Press, 2009  (ISBN 978-0-300-14989-0)
- André Birmelé, « le salut : Le péché et la grâce », dans André Birmelé, Pierre Bühler, Jean-Daniel Causse et Lucie Kaennel (dir.), Introduction à la théologie systématique, Genève, Labor et Fides, coll. « Lieux théologiques » (no 39), 2008 (ISBN 978-2-8309-1268-5)

### Théologie paulinienne
- Karl Barth, L'Épître aux Romains, Genève, Labor et Fides, 1972, 516 p.
- Samuel Bénétreau, L'Épître de Paul aux Romains, CEB, Vaux-sur-Seine, Edifac, 1996, 1997, 2 t.
- Simon Légasse, L'Épître de Paul aux Romains, Cerf, 2002, 1 008 p.